# Награди „Оскар“ (49-а церемония)
Четиридесет и деветата церемония по връчване на филмовите награди „Оскар“ се провежда на 28 март 1977 година. На нея се връчват призове за най-добри постижения във филмовото изкуство за предходната 1976 година. Събитието се провежда в „Дороти Чандлър Павилион“, Лос Анджелис, Калифорния. Представлението се води от няколко артисти. През настоящата година това са Ричард Прайър, Джейн Фонда, Елън Бърстин и Уорън Бийти.
Големите победители на вечерта са филмите „Роки“ на режисьора Джон Ейвилдсън и „Телевизионна мрежа“ на Сидни Лъмет, и двата номинирани в по 10 категории за наградата, печелейки почти всички основни награди.
Сред останалите основни заглавия са политическият трилър „Цялото президентско войнство“ на Алън Пакула, биографичната музикална драма „Път към слава“ на Хал Ашби, италианският „Седем хубавици“ на Лина Вертмюлер и култовата социална драма „Шофьор на такси“ на Мартин Скорсезе.
Питър Финч става първият изпълнител от актьорските категории на когото е присъден „Оскар“ посмъртно, след кончината му два месеца преди церемонията.

## Филми с множество номинации и награди
| Долуизброените филми получават повече от 2 номинации в различните категории за настоящата церемония: - 10 номинации: Телевизионна мрежа и Роки - 8 номинации: Цялото президентско войнство - 6 номинации: Път към слава - 4 номинации: Седем хубавици, Родена е звезда и Шофьор на такси - 3 номинации: Братовчеде, братовчеде и Пътешествието на прокълнатия | Долуизброените филми получават повече от 1 награда „Оскар“ на настоящата церемония:. - 4 статуетки: Цялото президентско войнство и Телевизионна мрежа - 3 статуетки: Роки - 2 статуетки: Път към слава |

## Номинации и награди
Долната таблица показва номинациите за наградите в основните категории. Победителите са изписани на първо място с удебелен шрифт.
| Най-добър филм | Най-добър режисьор |
| --- | --- |
| - Роки - Цялото президентско войнство - Път към слава - Телевизионна мрежа - Шофьор на такси                                                                                                  | - Джон Ейвилдсън – Роки - Ингмар Бергман – Лице в лице - Сидни Лъмет – Телевизионна мрежа - Алън Пакула – Цялото президентско войнство - Лина Вертмюлер – Седем хубавици                                                                            |
| Най-добра мъжка роля | Най-добра женска роля |
| - Питър Финч – Телевизионна мрежа (посмъртно) - Робърт Де Ниро – Шофьор на такси - Джанкарло Джанини – Седем хубавици - Уилям Холдън – Телевизионна мрежа - Силвестър Сталоун – Роки          | - Фей Дънауей – Телевизионна мрежа - Мари-Кристин Баро – Братовчеде, братовчеде - Талия Шайър – Роки - Сиси Спейсик – Кари - Лив Улман – Лице в лице                                                                                                |
| Най-добра поддържаща мъжка роля | Най-добра поддържаща женска роля |
| - Джейсън Робардс – Цялото президентско войнство - Нед Бийти – Телевизионна мрежа - Бърджис Мередит – Роки - Лорънс Оливие – Маратонецът - Бърт Йънг – Роки                                   | - Беатрис Страйт – Телевизионна мрежа - Джейн Александър – Цялото президентско войнство - Джоди Фостър – Шофьор на такси - Лий Грант – Пътешествието на прокълнатия - Пайпър Лори – Кари                                                            |
| Най-добър оригинален сценарий | Най-добър адаптиран сценарий |
| - Телевизионна мрежа – Пади Чайефски - Братовчеде, братовчеде – Жан-Чарлс Ташела и Даниел Томпсън - The Front – Уолтър Бърнстийн - Роки – Силвестър Столоун - Седем хубавици – Лина Вертмюлер | - Цялото президентско войнство – Уилям Голдман - Път към слава – Робърт Гетчел - Казанова на Фелини – Федерико Фелини и Бернардино Запони - The Seven-Per-Cent Solution – Николас Майер - Пътешествието на прокълнатия – Дейвид Бътлър и Стив Шаган |
| Най-добра кинематография (операторско майсторство) | Най-добър чуждоезичен филм |
| - Път към слава – Хаскел Уекслър - Кинг Конг – Ричард Клайн - Logan's Run – Ърнест Ласло - Телевизионна мрежа – Оуен Ройзман - Родена е звезда – Робърт Съртийз                               | - Черно-бяло в цвят (Кот д'Ивоар) - Братовчеде, братовчеде (Франция) - Якоб лъжецът (ГДР) - Нощи и дни (Полша) - Седем хубавици (Италия) |